# 太子站
太子站（英語：Prince Edward Station）位於香港九龍油尖旺區旺角彌敦道與太子道西交界地底，是港鐵觀塘綫與荃灣綫的鐵路車站，也是轉車站，於1982年5月10日啟用。

## 命名
車站以橫跨車站的道路太子道命名，該太子指的是英國爱德华王子，即後來的英皇爱德华八世（Edward VIII）。而車站實際上所處位置的地名仍為「旺角」。但就如港鐵不少其他車站一樣，也因為鐵路站的命名及選址而影響周邊地區地名，很多香港人已將車站周圍稱為太子。位處官涌的佐敦站、長沙灣的荔枝角站、大角咀的奧運站也有類似「站名取代地名」的情況。

## 車站結構
太子站是一個地底車站，一共設有三層，頂層是車站大堂（L1層）；中層（L2層）是1號月台（荃灣綫往荃灣）及2號月台（觀塘綫往黃埔）；而底層（L3層）則為3號月台（觀塘綫往調景嶺）及4號月台（荃灣綫往中環）。
值得一提的是，太子站內亦設有觀塘綫及荃灣綫共用的牽引變電站，為彌敦道沿綫車站以及兩綫列車供電。

### 樓層
|                   |   | 荃灣綫往荃灣（深水埗） | 1 |  |
| 島式 · 開右邊车门 |   |                        |   |  |
|                   | 2 | 觀塘綫往黃埔（旺角）   |   |  |

|                   | 4 | 荃灣綫往中環（旺角）     |   |  |
| 島式 · 開左邊车门 |   |                          |   |  |
|                   |   | 觀塘綫往調景嶺（石硤尾） | 3 |  |

### 大堂
太子站大堂設有兩個不相連的付費區，其中一個近E出口的付費區只設有入閘機，並設有兩條分別通往中層和底層的扶手電梯。油麻地站及黃大仙站亦有相似的設計，但黃大仙站的一個並非全日開放。
車站大堂內亦設有不同類型的商店，包括便利店、麵包糕餅店、外賣店、時裝店、洗衣店等。站內亦設有各樣自助服務，包括自動櫃員機、自動售賣機及自動照相機。此外，站內亦設有香港郵政郵箱、「iCentre」免費上網服務設施、港鐵「會員服務站」以及洗手間等。
- 車站大堂（2023年6月）
- 車站洗手間（2023年6月）

### 月台
- L2層1、2號月台（2022年5月）
- L3層3、4號月台（2022年5月）

太子站設有四個月台，並以兩層的島疊式月台排列，同時是跨月台轉車站，所有月台均設有月台幕門。而太子站月台與其南端行車隧道位置被上方的花墟道明渠由東北至西南方所橫跨。雖然建造當時曾以灌漿工程解決污水滲漏問題，但是因長年累月藏在花崗岩裂隙的臭味及污水以毛細管作用滲出至車站及行車隧道，導致月台經常出現異味，直至車站完成安裝月台幕門工程後氣味問題才有改善，而月台的柱身及牆壁上亦裝設空氣清新機。另外於L3層的3、4號月台下方均各設一條黃綫。
此外，太子站與鄰近的旺角站相距只有約400米，為香港相隔距離最短的兩個重鐵車站，車程不足1分鐘。

### 出入口
|                                                           |              | |      |
|                                                           |              | |      |
| 編號                                                      | 指示         | 建議前往的目的地 | 圖片 |
| 出口 · A                                                  | 旺角大球場   | 旺角大球場、界限街、界限街遊樂場、界限街體育館、花墟公園、香島專科學校、九龍教會、九龍三育中學、彌敦道、協成行太子中心、運動場道、警察體育遊樂會、西洋菜北街、大坑東遊樂場、煤氣客戶中心、大埔道、晉嶺、景怡峰、逸華軒、明慧國際幼稚園、明慧國際幼兒園 |      |
| 出口 · B · 1 · 盲道标志 · 无障碍通道标志 · 轮椅升降台标志 | 旺角警署     | 花墟道、旺角警署、彌敦道、太子道西、園圃街雀鳥花園 |      |
| 出口 · B · 2 · 盲道标志                                   | 旺角警署     | 聯合廣場、始創中心、屋宇署、政府產業署、在職家庭及學生資助事務處、弼街、花園街、旺角道、水渠道、始創中心、Hotel 1936、帝京酒店、旺角政府合署、中華基督教會協和小學、洗衣街、西洋菜南街、通菜街（金魚街）、油尖旺民政事務處、中華基督教會望覺堂基督教大樓、別樹一居、港九潮州公會中學、伊利沙伯中學                                                                                    |      |
| 出口 · C · 1                                              | 旺角維景酒店 | 華比銀行大廈、長榮大廈、金都商場、合盈商業中心、愛都中心、彌敦道、太子－藍馬之城、太子道西 |      |
| 出口 · C · 2                                              | 旺角維景酒店 | 旺角維景酒店、環亞中心、柏豐28、香港浸會大學－雷生春堂、九龍三育中學（周氏分校）、荔枝角道、泛達太子酒店、儷凱酒店、李寶椿普通科門診診所、形品·星寓、東方泛達酒店、砵蘭街、太子道西、科興中心、聖公會基榮小學、詩歌舞遊樂場、聖雅各福群會九龍慈惠中心、大南街、塘尾道、香港兒童合唱團、大角咀市政大廈、市建一站通、頌賢花園、位元堂總店、亮賢居、保良局莊啟程預科書院、塘尾道官立小學 |      |
| 出口 · D                                                  | 汝州街       | 汝州街、界限街、柏樹街、基隆街、世界龍岡學校劉皇發中學、白楊街、砵蘭街、深水埔街坊福利會小學、聖芳濟書院、Weave Studios - Prince Edward、HQ、香港保護兒童會、鮮魚行學校 |      |
| 出口 · E · 无障碍通道标志 · 升降机标志                    | 長沙灣道     | 長沙灣道、界限街、栢宜中心、港九勞工社團聯會僱員進修中心、楓樹街、楓樹街遊樂場、彌敦道 |      |
| 出口 · E · 无障碍通道标志 · 升降机标志                    | 長沙灣道     | 長沙灣道、界限街、栢宜中心、港九勞工社團聯會僱員進修中心、楓樹街、楓樹街遊樂場、彌敦道 |      |
| 註： 設有 \| 設有 \| 設有 \| 設有輪椅升降台               |              | |      |

### 車站藝術
太子站設有一幅畫，位於下層月台。
|  | 《心花怒放》 | 仇德樹（香港） | 太子站3、4號月台 | 2006年1月 |

## 歷史

### 興建
太子站於1976年4月開始進行初步工程，並於同年7月進入主要建造階段。
1977年9月12日，太子站地盤隧道發生嚴重地陷，面積達約35立方尺，附近3幢樓宇的居民緊急疏散。該事件導致電力經常中斷，以及400多部電話失靈，工程人員當晚灌漿補救。

### 啟用
雖然太子站的修正早期系統的路軌、相應月台（2、3號月台）及東側大堂在1979年已經建成（由金門建築、 及 負責建設），但是該站在荃灣綫竣工之前一直未開放。這是因為當時太子站是以轉車站為由建造；在修正早期系統通車初期，荃灣綫路軌、相應月台（1、4號月台）以及西側大堂仍由西松建設興建中。在1982年5月10日太子站轉綫月台率先啟用之後，乘客只可在站內轉車，而車站出入口及大堂直到同月17日才全面啟用。

### 主題顔色
太子站選用紫色為主調，是呼應車站名稱中的「太子」愛德華，因為紫色在西方文化裏與皇室貴族通常帶有關聯。

### 月台牆壁字樣顏色
在太子站通車初期，月台牆壁的字樣的顏色為黑色，但在1989年1月改為白色，一直沿用至今。

### 行人隧道延展（已擱置）
港鐵原先計劃在2006年在太子站進行行人隧道延展工程及出入口修改工程，原定於2008年完成。原有預定隧道位於西洋菜南街地底，長160米，連接始創中心和太子站B2出口。計劃中必須將太子站原定面向西洋菜南街的B2出口轉為面向太子道西，重新興建後的出入口會更遠離聯合廣場，受到聯合廣場的商戶反對。有關工程於2005年於《香港政府憲報》刊憲，惟工程至今未進行。

### 加建洗手間及出入口升降機
港鐵於2008年1月決定在太子站大堂近A、D-E出口位置興建洗手間，而洗手間於2015年1月24日完成工程並開放予乘客使用。另外，大堂與地面之間亦增建升降機連接，該升降機已於2015年5月22日啟用。

### 更換升降機
連接大堂及月台升降機曾於2016年4月20日起暫停使用，以更換為較新型號，並於同年10月15日重新投入服務。

### 反修例運動期間襲擊事件

警察在八三一事件中攻擊車廂內乘客時之狀況，以及乘客受到胡椒噴霧攻擊後相擁嚎哭。

- 2019年8月31日港島及九龍區示威，於當晚約10時45分，在一列觀塘綫往調景嶺方向的3號月台列車車廂內，有示威者與一批不滿示威者的乘客發生爭吵[15]。隨後有乘客取出金屬鎚子揮舞，而示威者亦在車廂內取出滅火器施噴還擊，造成列車內白煙瀰漫，隨後有人報警，列車停駛。直到當晚約11時，近100名特別戰術小隊及防暴警員衝入往中環方向的4號月台以及列車車廂用以警棍向在場人士毆打及射胡椒噴霧，現場一片凌亂，多名示威者被制服在地並且頭破血流[16][17]；警方指當晚於太子站有63人被捕[18]。其後港鐵隨後宣布因車站設施被破壞，太子站、旺角站及九龍灣站關閉，列車不停這些車站[19]，直至9月2日早上才重開太子站[20][21]。然而由於港鐵拒絕公開當晚的閉路電視片段，因此一直有傳聞指警方在太子站有市民遇害（其後港鐵於司法覆核中敗訴，但限制不得複製或公開片段）。然而，根據傳真社的調查，當中被指是六名遇害者的傷者被證實仍然生還[22]。
- 2019年9月6日下午，太子站大堂有近百人靜坐，要求港鐵公開閉路電視錄像。直到約下午5時50分，港鐵表示，因應車站內有人群聚集，為確保乘客及員工的安全而暫時關閉。市民改在旺角警署外聚集。警方曾派出談判專家勸喻示威者離開，但之後向示威者發射多枚胡椒彈、催淚彈及橡膠子彈[23]。
- 2019年9月8日晚上8時許，有示威者闖入已關閉的太子站C出口進行破壞，鐵閘、指示牌等設施遭到破壞[24][25]。
- 之後每個月的最後一天，有市民會在車站C出口外獻花及張貼文宣，但亦有防暴警員也會約每15分鐘到場清理[26]。直到2020年，有民主派區議員形容政權認為獻花收花亦代表散播仇恨[27]。

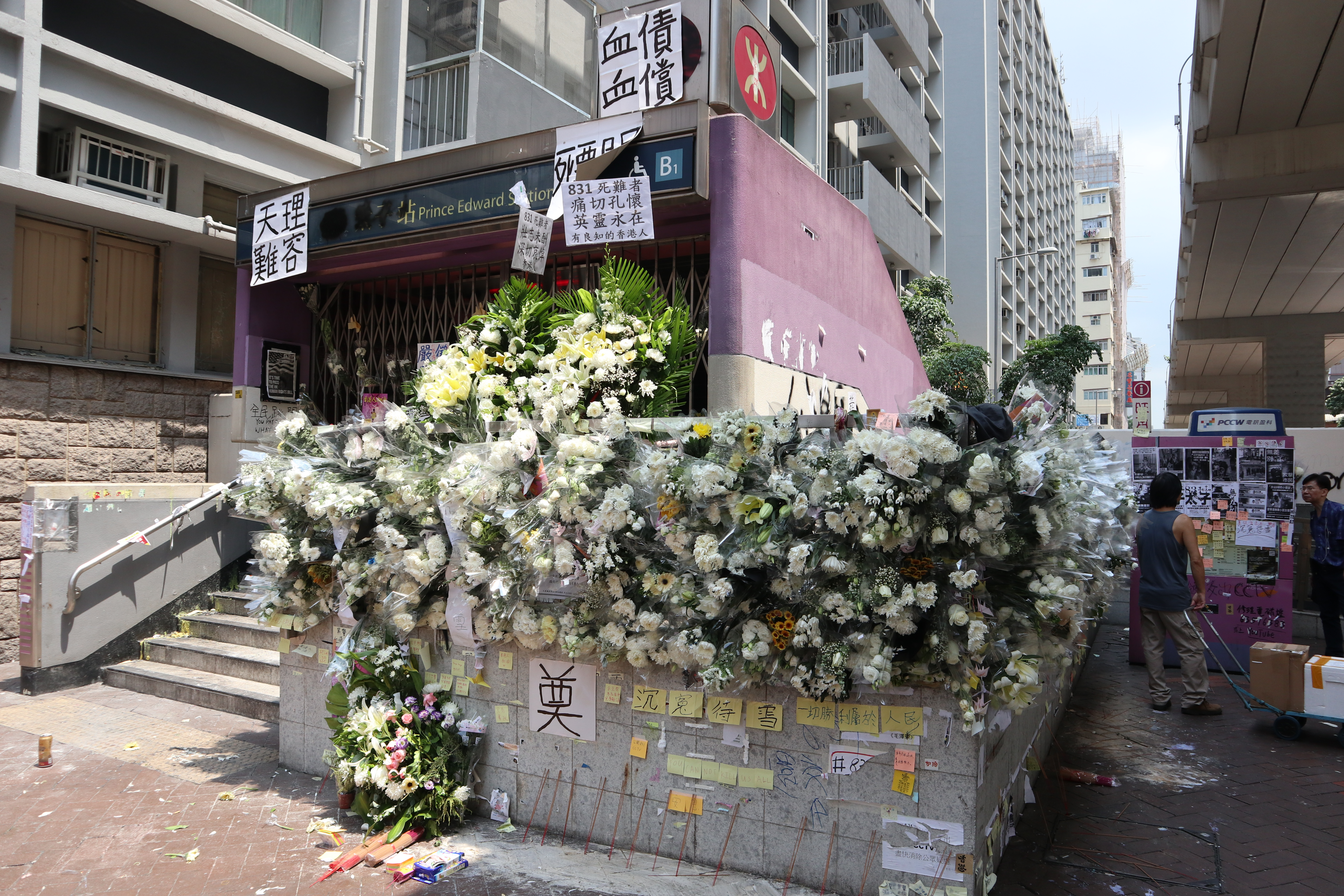
被封閉的B1出口，並有市民在站外獻花，後來該出入口已於2019年11月5日重開
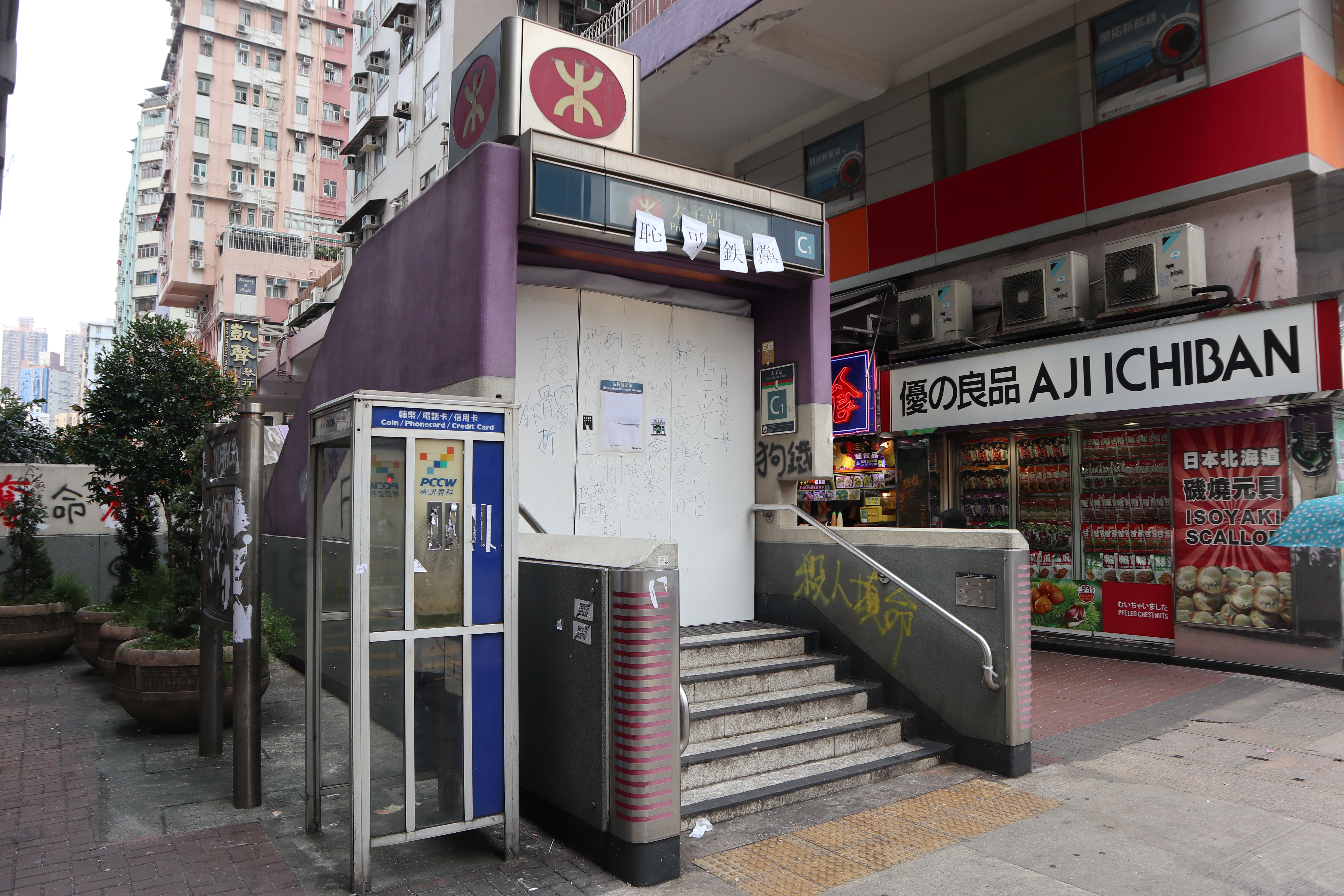
C1出口損毀程度，該出入口曾經封閉，並被示威者噴上字句，後來已於2019年11月5日重開
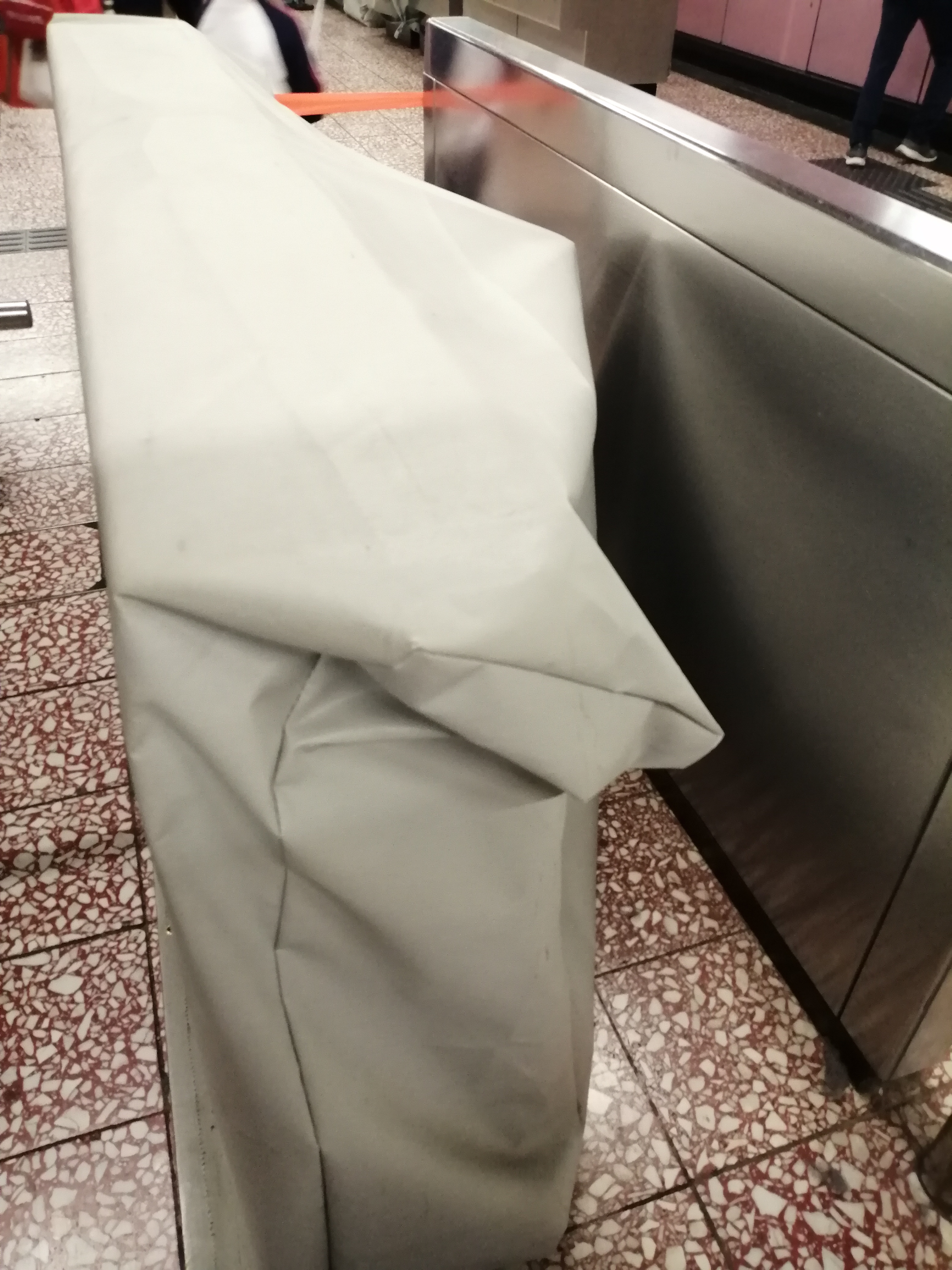
太子站遭到示威者破壞的閘機
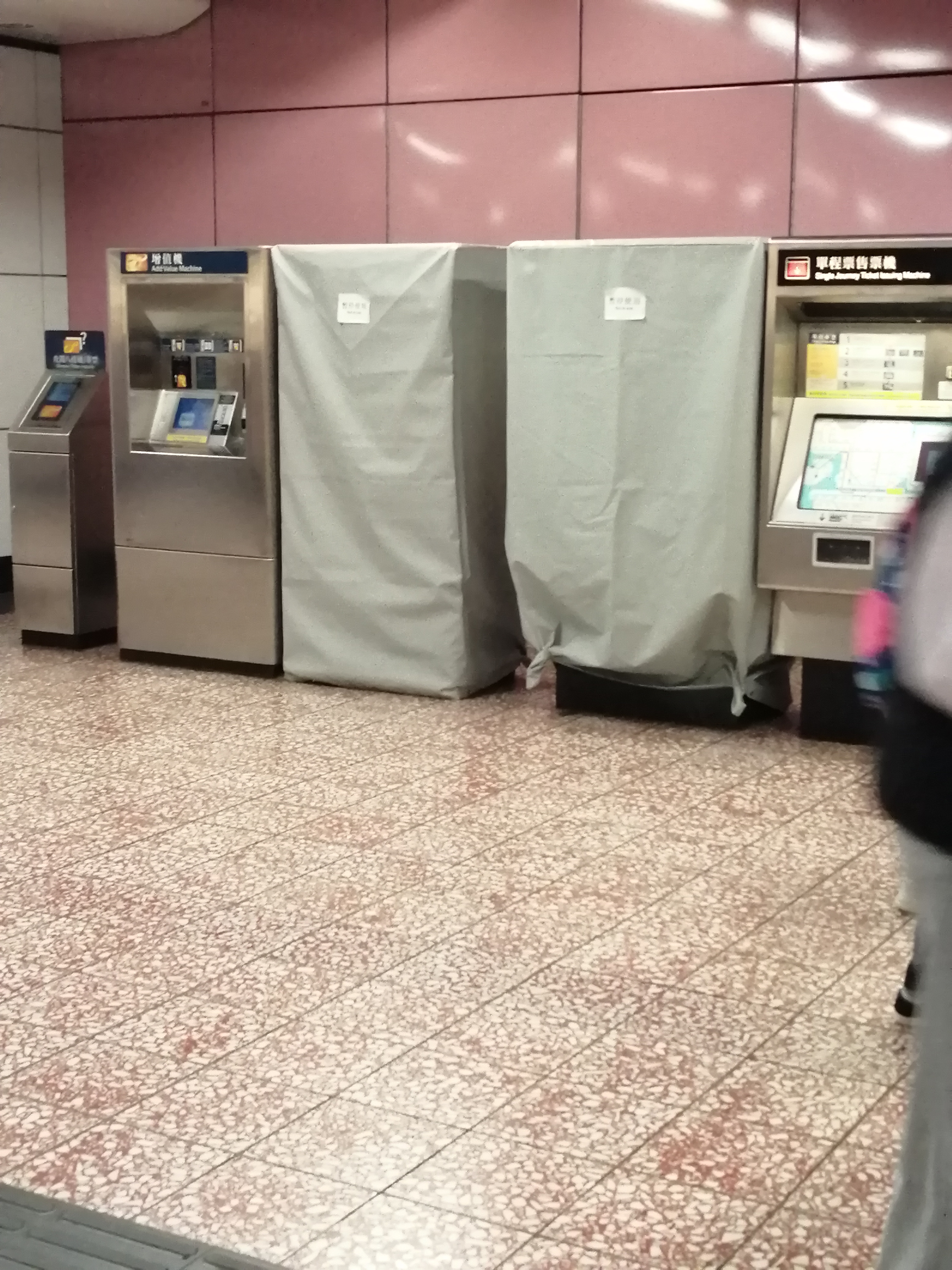
太子站遭到示威者破壞的售票機
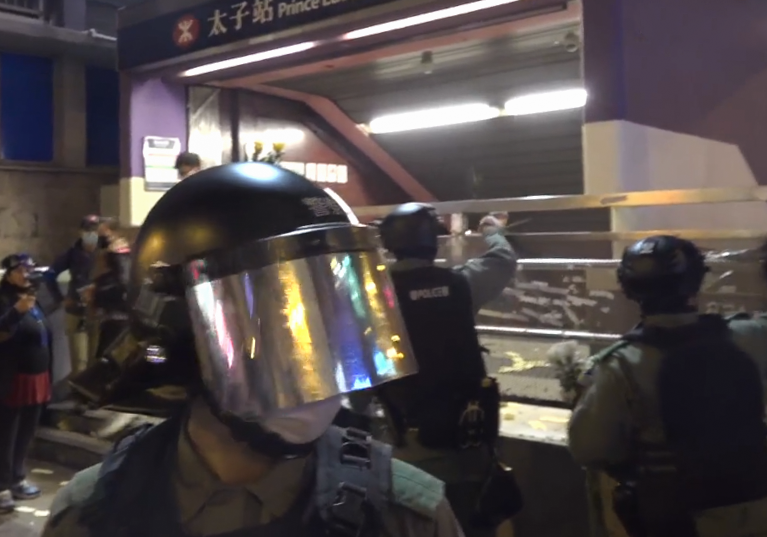
有示威者在B1出口外獻花及張貼文宣後，其後亦有防暴警員到場清理（圖為2020年1月31日的情況）

## 其他意外及重大事件
- 1991年3月11日約上午9時41分，太子站機房突然起火並冒出大量濃煙，消防員到場戒備，並疏散站內乘客及封閉太子站，事件中無人受傷，但加上當日的其他意外，導致交通幾乎癱瘓[28]。

## 外部連結
- 港鐵公司－太子站街道圖（页面存档备份，存于）
- 港鐵公司－太子位置置圖 （页面存档备份，存于）
- 港鐵公司－太子站列車服務時間（页面存档备份，存于）